# ブッシェル
ブッシェル（bushel、単位記号: bsh., bu.）は、ヤード・ポンド法における体積の計量単位である。液体の計量には用いられず、乾量、特に穀物の計量に用いられる。
アメリカ合衆国では農業関連の統計で頻繁に使われる。アメリカでは、Federal Standard Container Act of 1916（1916年の連邦標準容器法）およびFederal Standard Container Act of 1928（1928年の連邦標準容器法）においてU.S. dry bushel（2,150.42立方インチ）を基準とする乾物用容器の容量が法定単位として認められ、特定分野、特に農業部門（穀物・豆類・果実など）の商業取引で使う単位として使われ、アメリカ政府統計においてもブッシェルが公式単位として使用されている。穀物メジャーの生産販売規模を表す際にも頻繁に使われる。アメリカのブッシェルはリットル換算で大まかに言うと35.2リットルである。細かな数値は次節で解説。
メートル法完全採用国（フランス、ドイツ、日本、韓国など、世界190カ国超）では、ブッシェルは通常使われない。長らくポンド・ヤード法を使っていたイギリスも1985年の計量法（Weights and Measures Act）により、SI単位（メートル法）が商業取引における法定単位となり、移行期間中は「補助単位（supplementary units）」として認められたが、その期間も終わりすでに「歴史的単位（historical unit）」という位置づけになり、歴史解説など限定で使うものとなっている。現在、ブッシェルを公式に使っているのは主にアメリカ合衆国と穀物メジャーであり、ほかにはアメリカの隣国カナダがアメリカとの商取引が多くブッシェルを「事実上の補助単位」として黙認しているくらいである。現在ではメートル法完全採用国の数は190カ国を超えており、そこでの市場取引単位や農業公式統計の単位はキログラム（kg）やトン（t）である。日本でアメリカの農業統計資料を日本語に翻訳する際は、理解を助けるためにトンやキログラムに換算した数値表記を添える、あるいは最初から換算して表記することも行われる。日本ではヤード・ポンド法によるいくつかの計量単位は限定された場面での使用が認められているが、ブッシェルは全く認められていない"非法定計量単位"である（ヤード・ポンド法#計量法で認められている計量単位）。

## 概説
1ブッシェルは8ガロンと定義されるが、他の体積の単位と同様に、アメリカとイギリスで値が異なる。
- 1 米ブッシェル（U.S. dry bushel） = 正確に 35.23907016688 リットル[1] = 正確に 2150.42立方インチ = 8 米穀物ガロン
- 1 英ブッシェル（imperial bushel) = 正確に 36.36872 リットル[2] = 8 英ガロン。

ブッシェルは、今日では体積の単位というよりも質量の単位として用いられることが多い。すなわち、量られるものによって同じ体積の重さは同じことによる（これは、日本における俵（ひょう）が今日では質量の単位として用いられるのと同じ事情）。
- オート麦（アメリカ） : 32 lb ≈ 14.515 kg
- オート麦（カナダ） : 34 lb ≈ 15.422 kg
- 大麦 : 48 lb ≈ 21.772 kg
- トウモロコシ・ライ麦 : 56 lb ≈ 25.401 kg
- 小麦・大豆 : 60 lb ≈ 27.215 kg

## 歴史
起源
英語のbushelの語源は中世フランス語の boissel, boissiel（小さな木の容器）であり、もともと穀物や塩などを計るための容器（木製の桶・バケツ）を意味していた。（イギリスでは今日でも「bushel basket（ブッシェルかご）」という表現が残っており、果物や野菜の農家や市場などで容器として使われている。）
現在「イギリス」（United Kingdom, UK）と呼ばれている場所は、古代は数多くの小さな王国が乱立し、穀物の計量単位も、1707年の合同法（Acts of Union）成立や、1801年にUnited Kingdom（UK、連合王国）が成立するまで、各王国ごとに、さらには都市ごとに、複数の穀物計量単位が乱立していた。
ウェセックス王国（Wessex。"西サクソン人の国"という意味）の王都はウィンチェスターであり、そこはウェセックスの財務や宗教の中心地であり、Winchester measure（ウィンチェスター計量法）が定められており、その計量単位のひとつとしてブッシェルがあった。これはWinchester bushelとも呼ばれる。これはまだイングランド国内統一単位ではなかった。

### イングランド国内統一単位としての制定
イングランド王エドワード1世（1272–1307）の時代、イングランド国内に複数の穀物計量単位が存在することで徴税の際に混乱が生じていた。そこで1303年の王室布告（ordinance）により「ロンドンの王室規格ブッシェル容器」（Standard Bushel of London）が制定され、直径18.5インチ深さ8インチの円筒型木製容器（円筒形の木桶。wooden cylinder）がブッシェルの標準容器（standard bushel）とされた。これはウェセックス王国の歴史的王都であるウィンチェスターで使われていた計量単位（計量容器）のbushelを実質的にそのまま採用したものだった。新たに制定された場所がロンドンだったので名称的には「ロンドンの王室規格容器」と呼ばれることになった。イングランドには「ウィンチェスター・ガロン」という単位があり、1ブッシェル = 8 x ウィンチェスターガロン　である。
そのブッシェル標準容器はロンドン塔など王室の保管施設に保管され、地方の計量官がそのブッシェル標準容器の寸法をそのまま模倣したレプリカ容器をオークなどの材木で作り、さらに国内各地で模倣されるというやりかたで使われた。イングランドには、15〜17世紀までに地方に配布されたブッシェル標準レプリカ容器（木製や青銅製）が現存している。
（ただし「ロンドンの王室規格ブッシェル容器」はあくまでイングランド王国内の穀物計量単位の統一であって、北側に存在するスコットランド王国は独立王国であり、イングランドとはまったく別の王国であったので、スコットランド独自の計量法であるScots Measuresが使われ、単位としてはbollやfriotがあった。しかもスコットランドでも、時代ごとに量が変動したり、アバディーン、エディンバラ、ラナークなど都市ごとにbollの実際の容量が異なり、おおよそ 110〜140リットルの幅があった。friotのほうは、1 friot = 1/4 Bollであった。1707年の合同法（Acts of Union）が成立してイングランド王国とスコットランド王国が合併しグレートブリテン王国が成立しても、スコットランドではイングランドとは異なるScots measuresが長く使われ続けた。）
イギリス国内での定義や体積の変化
1801年にUnited Kingdom（UK。連合王国）が成立。1824年の帝国度量衡法（Imperial Weighs and Measures Act。（帝国単位も参照） により新たに「Imperial gallon」（約 4.546 L）を定義し、このimperial gallonを元に、1 Imperial bushel = 8 gallons = （36.37 L）と再定義（定義変更）された。つまり、単位系を別の新体系に切り替え、新しいbushelを定義して使い始めたのであり、Winchester bushel（約 35.24 L）とImperial bushel（約 36.37 L）は別物である。

### 米国への継承
北米大陸（新大陸）へのイギリス系の人々の移住は17世紀初頭ころから始まり、それとともにイギリスのブッシェル計量容器がそこに持ち込まれた。そのbushelはWinchester bushelのほうである。これが米国慣用単位（US customary system）のひとつとして使われるようになり、それに基づき、穀物や乾物の容量を測定するようになった。1776年7月4日にアメリカ合衆国はイギリスからの独立を宣言。独立国となったアメリカ合衆国は、イギリスにおいて1801年に新しくImperial bushelが定められてもイギリスに合わせるためにbushelの容量をわざわざ変更するようなことはせず、アメリカの地で使ってきたWinchester bushelをそのまま使い続けるという道を選んだ。
アメリカ国内での再定義
この「Winchester bushel」は、円筒形の容器（直径18.5インチ、高さ8インチ）に由来していた。しかしこの定義は、容器の形状に依存し、実際の体積がやや曖昧になることもあったので、1836年にアメリカ合衆国財務省（U.S. Treasury Department） は、以下のように明確な体積単位として再定義した。
この定義は財務省が定めた技術的規格（Federal Specifications）の一部という位置づけにすぎなかった（特に法規として定めたわけではない）が、これが合衆国財務省の内規や商務・測量・度量衡部門（Bureau of Standards、のちのNIST）が定めた「Weights and Measures Bulletin」や「Army Ordnance Manual」などに収録された「Standard Weights and Measures」に記載され、アメリカ国内で定着した。
これは8ガロン（アメリカ合衆国のガロン）に等しい。立方フィート換算では、約 1.2445 立方フィート。
リットル換算では、約 35.24 リットル（正確には 35.23907016688 リットル）である。
アメリカ合衆国のブッシェルは「U.S. dry bushel」とも呼ばれている。

## 脚註
注釈
1. ↑  アメリカでは今でもフィートが使われている。

出典
1. ↑  
Specifications, Tolerances, and Other Technical Requirements for Weighing and Measuring Devices as adopted by the 97th National Conference on Weights and Measures 2012 (NIST Handbook 44,  2013 Edition)  Appendix C – General Tables of Units of Measurement
 Units of Capacity or Volume - Dry Volume Measure  ページC-11
2. ↑  RELEVANT IMPERIAL UNITS, CORRESPONDING METRIC UNITS AND METRIC EQUIVALENTS The Units of Measurement Regulations 1995, Volume bushelの欄